# Seine-Port
Seine-Port è un comune francese di 1 991 abitanti situato nel dipartimento di Senna e Marna nella regione dell'Île-de-France.

## Società

### Evoluzione demografica
Abitanti censiti